# Rhaphipodus andamanicus
Rhaphipodus andamanicus är en skalbaggsart som beskrevs av Charles Joseph Gahan 1894. Rhaphipodus andamanicus ingår i släktet Rhaphipodus och familjen långhorningar. Inga underarter finns listade i Catalogue of Life.